# King Kester Emeneya
Jean-Baptiste Emeneya Mubiala, plus connu sous le nom de King Kester Emeneya, né le 23 novembre 1956 à Kikwit et mort le 13 février 2014 au Plessis-Robinson, est un auteur-compositeur-interprète de musique congolaise.

## Biographie
À dix-sept ans, Jean Emeneya intègre le groupe les Anges noirs avec Lidjo Kwempa, alors qu'il est élève à l'institut Don Bosco de Kikwit.
Après avoir obtenu son bac à l'institut Longo à Idiofa, il est parti étudier les sciences politiques et administratives à Lubumbashi.
En juin 1977, par le biais de  Misha Mulongo, il devient membre du groupe Viva La Musica de Papa Wemba jusqu’à la fin de l'année 1982. Recruté dans un premier temps en tant que deuxième voix, son talent lui permet de gravir très vite les échelons pour devenir le leader technique du groupe. Il devint ainsi indispensable, et influent au point de recruter lui même des artistes talentueux comme Dindo Yogo ou encore Djuna Djanana et même d'initier Koffi Olomide au chant alors que ce dernier n'était encore que parolier. Ce leadership flagrant, ses oppositions d'idées permanentes et sa montée en puissance engendreront des tensions et des conflits entre Papa Wemba et Kester Emeneya.
Par la suite, il crée son propre groupe, le Victoria Eleison, le 24 décembre 1982 et devient l'artiste africain le plus populaire des années 1980-1990. 
Il introduit le synthétiseur et la programmation musicale assistée par ordinateur dans la musique congolaise, rompant alors avec le style folklorique jusque-là incarné par le célèbre Zaiko Langa-Langa. Il en résulte un album : Nzinzi (1987) avec un immense succès commercial et vendu à des millions d’exemplaires. Après des années de succès avec des chansons populaires, en 1993, il sort son album Everybody distribué par Sonodisc avec une qualité de son exceptionnel. Everybody a été un grand succès à l'échelle internationale.
Pendant sa carrière, Emeneya Mubiala reçoit de nombreux prix sur le plan international et national, dont successivement celui de meilleure vedette de l’année au Congo de 1982 à 1989. Les artistes Werrason et JB Mpiana se servirons de ses chansons ainsi que de son rythme musical afin de créer le groupe Wenge Musica. Emeneya est aussi considéré comme Roi de la sape avec ses vêtements sur mesure Gianni Versace, Masatomo et Levi's Strauss & Co. C'est sous son impulsion que ces marques sont devenus populaires dans le milieu africain.
Artiste de renommée internationale, il s’est produit sur plusieurs continents.
En septembre 1988, aux côtés de Pepe Kalle, Aurlus Mabélé, François Lougah, il se produit au concert d’Abeti Masikini au Zénith de Paris.
Il se produit aussi au Japon en 1991 et en Amérique du Nord. Ainsi qu'avec son groupe au Zénith de Paris en 2001 et l’Olympia de Paris en 2002 et 2008,.
Ses concerts ont toujours été reconnus comme un spectacle de l'année par la presse congolaise. Un autre spectacle a eu lieu en Suisse devant plus de 12 000 personnes, une première pour un artiste africain dans ce pays.
Le 26 octobre 1997, plus de 30 000 personnes sont venues l'accueillir à l'aéroport international de Ndjili et plus de 2 millions de personnes l'attendaient dans les rues de Kinshasa lors de son retour au pays après 7 ans d'absence et le 15 novembre 1997, il est le premier artiste congolais à faire un grand concert au stade des Martyrs devant plus de 80 000 personnes jamais égalé à ce jour.
Avec plus de 1000 chansons dans sa carrière, Kester Emeneya a été reçu plusieurs fois par le président Mobutu Sese Seko, à trois reprises par le président Laurent-Désiré Kabila et deux fois par le président Joseph Kabila. L'honneur lui avait été accordé par le président Mobutu d'agrémenter la soirée de la visite du président français François Mitterrand au palais des congrès de Kinshasa en 1984.
En 37 ans de carrière, Emeneya aura vendu plusieurs millions de disques à travers le monde.
Le 18 octobre 2002, il est le premier musicien congolais à enseigner le cours de chant à l'université de Limerick en Irlande du nord en tant que « professeur visiteur ». Les funérailles de King Kester Emeneya restent la plus grande manifestation de tous les temps au Congo. Le 2 mars 2014, le président Joseph Kabila venait de décorer Emeneya à titre posthume aux ordres nationales pour son service et sa contribution extraordinaire dans la musique congolaise. Le 25 avril 2014, lors d'un festival rendant hommage a sa mémoire, plus de 40 personnes sont mortes à la suite d'une bousculade au stade du 30 juin de Kikwit.

### Vie personnelle
King Kester Emeneya réside avec sa famille en France depuis 1991 jusqu’à sa mort en 2014. Il a deux résidences officielles à Kinshasa, dans le très huppé quartier de Ma Campagne.
L'une d'elles surnommée The King Ranch et l'autre La Maison-Blanche en référence à la Maison-Blanche à Washington.
King Kester Emeneya meurt le 13 février 2014 à 5 h 30 au centre chirurgical Marie-Lannelongue du Plessis-Robinson à l'âge de 57 ans.
Emeneya laisse après sa mort 11 enfants[réf. nécessaire].
Il est enterré le 2 mars 2014 à la nécropole de la Nsele à Kinshasa.

## Discographie
- Miléna (1977)
- Kaba Zonga (1978)
- Ndako Ya Ndélé (1978)
- Kayolé (1979)
- Ata Nkalé (1979)
- Dikando (1980)
- La Runda (1980)
- Dembela, Ngonda (1980)
- Mishueni, Fleur d'été, Horoscope (1981)
- Naya  (1982)
- Ngabelo (1983)
- Okosi ngai Mfumu (1982)
- Surmenage (1983)
- Kimpiatu (1985)
- Willo Mondo (1985)
- Wabelo (1986)
- Manhattan (1986)
- Ambenzo (1987)
- Deux Temps / Kwassa Kwassa (1987)
- Nzinzi (1987)
- Mokusa (1990)
- Djo Kester (1991)
- Polo Kina (1992)
- Every Body (1993)
- Live in Japan (1994)
- Live in Paris (1995)
- Pas de contact (1995)
- Succès Fous (1997)
- Mboka Mboka (1998)
- Never Again Plus jamais (1999)
- Longue Histoire (Volume 1 & 2) (2000)
- Live au Zénith de Paris (2001)
- Live à l'Olympia de Paris (2002)
- "Rendre à César..."  (2002)
- Nouvel Ordre (2002)
- Skol (2006)
- Le Jour le Plus Long (2007)
- Live à l’Olympia de Paris (2008)

## DVD et VHS
- Live in Paris (1995)
- Pas de contact (1996)
- Mboka Mboka (1998)
- Mutu ya Zamani (2000)
- Longue Histoire Clips Video (2001)
- Live au Zénith de Paris (2001)
- Live à l'Olympia de Paris (2002)
- L'esprit Libre (Clips) (2002)
- The Best of King Kester Emeneya (1-2, clips) (2006)
- Le Jour le plus long (2007)
- Emeneya King Kester Hommage 1956-2014 (2014)